# Comuna de Zatory
Zatory (polaco: Gmina Zatory) é uma gminy (comuna) na Polónia, na voivodia de Mazóvia e no condado de Pułtuski. A sede do condado é a cidade de Zatory.
De acordo com os censos de 2004, a comuna tem 4786 habitantes, com uma densidade 39,4 hab/km².

## Área
Estende-se por uma área de 121,62 km², incluindo:
- área agricola: 60%
- área florestal: 32%

## Demografia
Dados de 30 de Junho 2004:
|                      | Total   | Total | Mulheres | Mulheres | Homens  | Homens |
| -------------------- | ------- | ----- | -------- | -------- | ------- | ------ |
|                      | pessoas | %     | pessoas  | %        | pessoas | %      |
| População            | 4786    | 100   | 2385     | 49,8     | 2401    | 50,2   |
| Densidade (pop./km²) | 39,4    | 100   | 19,6     | 19,6     | 19,7    | 19,7   |

De acordo com dados de 2002, o rendimento médio per capita ascendia a 1393,42 zł.

## Subdivisões
- Borsuki-Kolonia, Burlaki, Cieńsza, Ciski, Dębiny, Drwały, Gładczyn, Gładczyn Rządowy, Gładczyn Szlachecki, Kruczy Borek, Lemany, Lutobrok, Lutobrok-Folwark, Mierzęcin, Mystkowiec-Kalinówka, Mystkowiec-Szczucin, Nowe Borsuki, Pniewo, Pniewo-Kolonia, Przyłubie, Stawinoga, Śliski, Topolnica, Wiktoryn, Wólka Zatorska, Zatory.

## Comunas vizinhas
- Obryte, Pokrzywnica, Pułtusk, Rząśnik, Somianka, Serock